# 旗競馬
旗競馬（はたけいば）は、競走馬が出場する競馬（草競馬）とは異なり、普通の農家で飼われていた農耕馬や荷馬で行われていた競走競技である。

## 概要
旗競馬は、当時軍馬の生産や育成にもあたっていた農家が、飼育馬鍛練の目的で催した、いわば馬の運動会のようなものであった。世話人は優勝旗の幟旗や賞品の反物、手拭などを用意して、農家の人々が騎手となり、色々と趣好をこらした衣装をつけて出場したといわれている。寺の双盤鉦などを叩いて出場し、旗振りの合図でレースが開始するが、途中でだだをこねる馬や、騎手を振り落として場外に飛び出し、自分の厩に帰ってしまう馬もいたという。近郷近在から集まった老若男女の見物人は、見世物小屋や色々な露店商で遊び、娘は親にも言われて、特に着飾って行ったとされ、「旗競馬」「嫁見のまつり」「見合い競馬」「見合いまち」などともいわれ、これが縁で結ばれた人も多かった。

## 会場
会場は、川の河川敷や浜辺、神社の敷地内などであった 。